# Farmer City
Farmer City es una ciudad ubicada en el condado de DeWitt en el estado estadounidense de Illinois. En el Censo de 2010 tenía una población de 2037 habitantes y una densidad poblacional de 321,28 personas por km².

## Geografía
Farmer City se encuentra ubicada en las coordenadas 40°14′53″N 88°38′30″O / 40.24806, -88.64167. Según la Oficina del Censo de los Estados Unidos, Farmer City tiene una superficie total de 6,34 km², de la cual 6,21 km² corresponden a tierra firme y (2 %) 0,13 km² es agua.

## Demografía
Según el censo de 2010, había 2037 personas residiendo en Farmer City. La densidad de población era de 321,28 hab./km². De los 2037 habitantes, Farmer City estaba compuesto por el 97,84 % blancos, el 0,39 % eran afroamericanos, el 0,1 % eran amerindios, el 0,44 % eran asiáticos, el 0 % eran isleños del Pacífico, el 0,54 % eran de otras razas y el 0,69 % pertenecían a dos o más razas. Del total de la población el 1,77 % eran hispanos o latinos de cualquier raza.